# Santa Ana, Senguio
Santa Ana är en ort i Mexiko.   Den ligger i kommunen Senguio och delstaten Michoacán de Ocampo, i den södra delen av landet, 130 km väster om huvudstaden Mexico City. Santa Ana ligger 2 477 meter över havet och antalet invånare är 224.
Terrängen runt Santa Ana är lite bergig. Runt Santa Ana är det ganska tätbefolkat, med 192 invånare per kvadratkilometer. Närmaste större samhälle är El Oro de Hidalgo, 18,2 km öster om Santa Ana. I omgivningarna runt Santa Ana växer huvudsakligen savannskog.